# Viper-Dornhai
Der Viper-Dornhai (Trigonognathus kabeyai) ist die einzige Art der Gattung Trigonognathus innerhalb der Laternenhaie (Unterfamilie Etmopterinae, auch als Familie Etmopteridae eingestuft.). Der kleine Hai erreicht eine Körperlänge von etwa 54 Zentimetern und kommt in der Tiefsee im Zentralpazifik, Hawaii und im Nordpazifik vor der japanischen Küste vor.

## Aussehen und Merkmale
Der Viper-Dornhai ist ein kleiner Hai mit einer Körperlänge von maximal 54 Zentimetern. Er hat einen für die Laternenhaie typischen langgestreckten Körper mit einem langen und zugleich breiten und oberseits abgeflachten Kopf. Dieser ist auffällig „schlangenartig“ mit großen Augen und sehr langen, fangartig gebogenen und spitzen Zähnen. Beide Kiefer sind sehr stark beweglich. Die Körperfarbe ist oberseits braun und auf der Bauchseite schwarz. Außerdem besitzt er die für die Laternenhaie typischen Leuchtorgane, die bei ihm als dunkle Zeichnung an der Bauchseite und am Schwanzflossenstiel liegen.
Er besitzt keine Afterflosse und zwei Rückenflossen mit den ordnungstypischen Stacheln vor den Rückenflossen, die kräftig und spitz ausgebildet sind. Die erste Rückenflosse beginnt weit hinter dem Ende der Brustflossen und ist etwa ebensogroß wie die zweite Rückenflosse. Wie alle Arten der Familie besitzen die Tiere fünf Kiemenspalten und haben ein Spritzloch hinter dem Auge, das bei dieser Art groß und diagonal schlitzförmig ausgebildet ist.

## Verbreitung

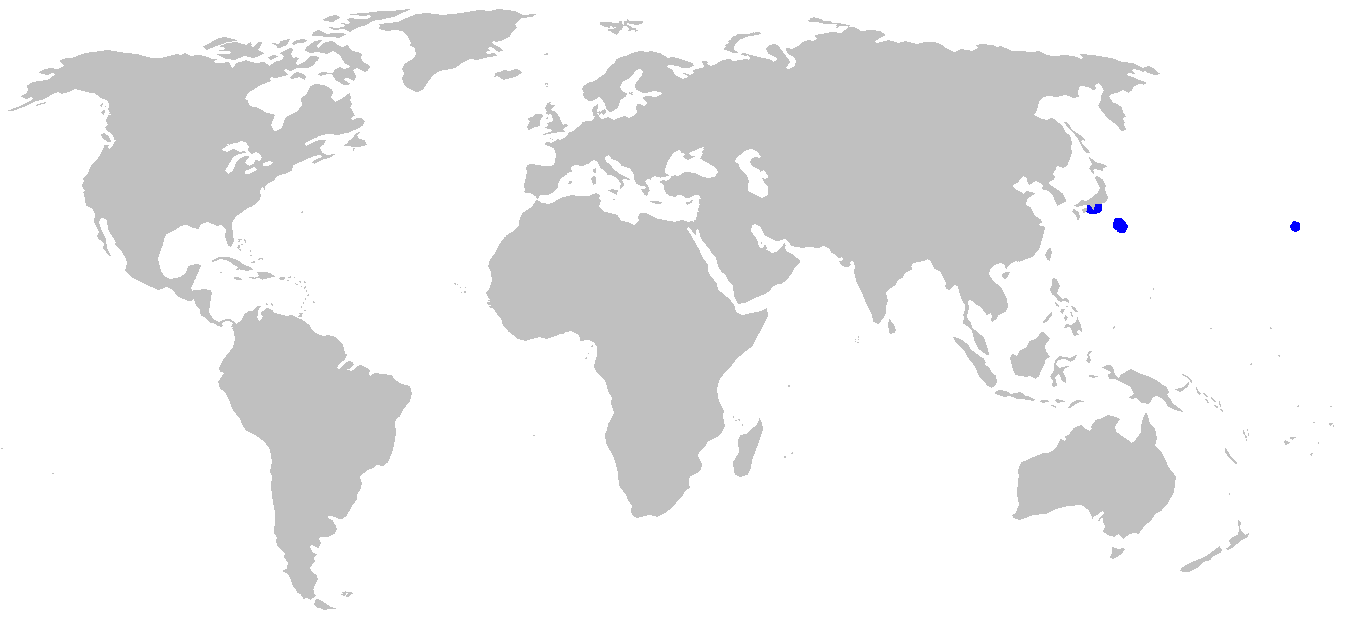
Verbreitungsgebiet des Viper-Dornhais

Das Verbreitungsgebiet dieser Art liegt im Zentral- bis Nordpazifik, die genaue Ausdehnung ist noch unbekannt. Er wird regelmäßig vor den Küsten Japans als Beifang gefischt, ein Individuum wurde im Zentralpazifik vor Hawaii gefangen.

## Lebensweise
Der Viper-Dornhai lebt in Küstennähe über dem Kontinentalschelf und kommt in Tiefen von 330 bis 360 Metern vor. Wie andere Haie ernährt er sich räuberisch, aufgrund seiner fangartigen Zähne und der sehr weit zu öffnenden Kiefer wahrscheinlich vor allem von vergleichsweise großen Fischen, Krebstieren und Weichtieren, die im Ganzen geschluckt werden.
Über seine Lebensweise liegen keine Daten und Beobachtungen vor. Er ist wie andere Arten der Ordnung sehr wahrscheinlich lebendgebärend (ovovivipar), weitere Angaben zur Fortpflanzung fehlen.

## Gefährdung
Der Viper-Dornhai ist aufgrund fehlender Daten keiner Gefährdungskategorie der Roten Liste der IUCN zugeordnet. Aufgrund seines begrenzten Verbreitungsgebietes und der seltenen Funde wird er als seltener Tiefseehai betrachtet und sollte nach Angaben der IUCN bei einer Verstärkung des Fischereidrucks in seinem Verbreitungsgebiet gezielt auf einen Rückgang untersucht werden. Er hat als Speisefisch keine Bedeutung und wird entsprechend nicht gezielt befischt. Gelegentlich wird er jedoch als Beifang in der Bodennetzfischerei gefangen.

## Belege
1. 1 2  Kenji Mochizuki, Fumio Ohe: Trigonognathus kabeyai, a new genus and species of the squalid sharks from Japan. (PDF; 1,4 MB) In: Japanese Journal of Ichthyology. 36 (4), 1990, S. 385–390.
2. 1 2  Leonard Compagno, Marc Dando, Sarah Fowler: Sharks of the World. Princeton University Press, Princeton 2004, ISBN 978-0-691-12072-0, Seite 90.
3. 1 2  Trigonognathus kabeyai in der Roten Liste gefährdeter Arten der IUCN 2009. Eingestellt von: K. Yano, 2004. Abgerufen am 19. Oktober 2009.